# Эскалерильяс
Эскалерильяс (исп. Escalerillas)  —   город ив Мексике, входит в штат Сан-Луис-Потоси. Население — 4422 человека.